# Sulla tua bocca lo dirò
| Професионални рејтинг | Професионални рејтинг |
| Резултати             | Резултати             |
| Извор                 | Рејтинг               |
| --------------------- | --------------------- |
| AllMusic              | [ 1 ]                 |

Sulla tua bocca lo dirò је студијски албум италијанске певачице Мине из 2009.

## Списак пјесама
1. Mi chiamano Mimì — 6:38
2. Ideale — 4:00
3. I Have a Love — 3:39
4. Caro mio ben — 2:34
5. Oblivion (Una sombra más) — 4:43
6. Mi parlavi adagio — 3:49
7. Manon (Preludio al terzo atto di "Manon Lescaut") — 3:49
8. Bess, You Is My Woman Now / I Loves You, Porgy — 5:15
9. È la solita storia… — 3:47
10. Nessun dorma — 3:32
11. E lucevan le stelle — 2:47
12. Sono andati? / Cielito lindo — 11:47

## Позиције на листама
| Листа (2009)   | Највиша позиција |
| -------------- | ---------------- |
| Италија (FIMI) | 2                |

## Сертификације и продаја
| Држава         | Сертификација | Продаја |
| -------------- | ------------- | ------- |
| Италија (FIMI) | Златан        | 35.000  |